# Allée couverte von Orgeril
Die Allée couverte von Orgeril, westlich von Paimpont im Département Ille-et-Vilaine, nahe der Grenze zum Département Morbihan, in der Bretagne in Frankreich wurde in den 1980er Jahren entdeckt und 1988 als endneolithisches Galeriegrab eingestuft. Der Archäologe Jacques Briard datiert sie zwischen 2500 und 2000 v. Chr.

## Beschreibung
In der Nähe des Dorfes Orgeril, drei Kilometer südwestlich von Paimpont, liegen im südlichen Teil des Waldes die Reste einer Nord-Süd-orientierten Galerie. Erhalten ist die Endplatte im Norden, ein an der Basis 1,2 m breiter und 1,25 m hoher Schieferblock. Etwa 6,0 m entfernt befinden sich drei Steine der Westwand und 7,0 m entfernt eine 2,65 × 1,0 m messende Platte. Eine zentrale Grube zeugt von einer Raubgrabung.
Die Allée couverte von Orgeril, die sich am Ende eines Aufschlusses von violettem Schiefer im Armorica-Sandstein befindet, liegt zusammen mit dem 2014 entdeckten Dolmen von Noës Ridelles im Haute-Forêt du Paimpont.
Nach Bernard Bigot dokumentieren die Allées couvertes von Ogeril und du Rocher bei Concoret die Existenz von Megalithanlagen am Rande des sagenhaften Fôret de Brocéliande, während sie in den höheren Bereichen des Waldes fehlen.